# Асанкожа
Асанкожа (Асан-Кожа; каз. Асанқожа) — некрополь, комплекс історико-архітектурних пам'яток XVIII — початку XX століття, одна з найбільших казахських культово-похоронних споруд (264 об'єкти). Розміри 250×210 м. Розташований за 50 км на південний захід від аулу Оймаут Байганінського району Актюбінської області, в долині річки Жем.
Комплекс складається з мавзолею, побудованого з крейдового вапняку, саганатамів — з обпиляних блоків, огорожі з плитняку та цегли. Серед саганатамів виділяються 2 пам'ятники початку XX століття, у яких складна композиція та декор гармонійно пов'язані з культовим призначенням. Велику групу становлять надгробні камені (кулпитаси) з природним камінням (койтасами) і текстами, написаними арабською в'яззю. Для споруд некрополя характерна складна техніка різьблення (тирса, теска, об'ємне опрацювання деталей). Декор, як правило, розфарбовувався.